# بازار پانجیایی
بازار پانجیایی (به لاتین: Bazar-i-Panjwayi) یک روستا در افغانستان است که در ولسوالی پنجوائی واقع شده‌است. بازار پانجیایی ۹۵۰ متر بالاتر از سطح دریا واقع شده‌است.